# Ciénaga de Zapatosa
Pour les articles homonymes, voir Ciénaga.
La ciénaga de Zapatosa est une ciénaga (zone marégageuse) de Colombie répartie entre les municipalités de Chimichagua, Curumaní et Tamalameque (département de Cesar) et El Banco (département de Magdalena). Elle est formée par le río Cesar à quelques kilomètres de sa confluence avec le río Magdalena.
Elle s'étend sur 40 000 ha et a un volume d'au moins 1 000 millions de m³ d'eau.